# Bruce Fraser, 1. Baron Fraser of North Cape

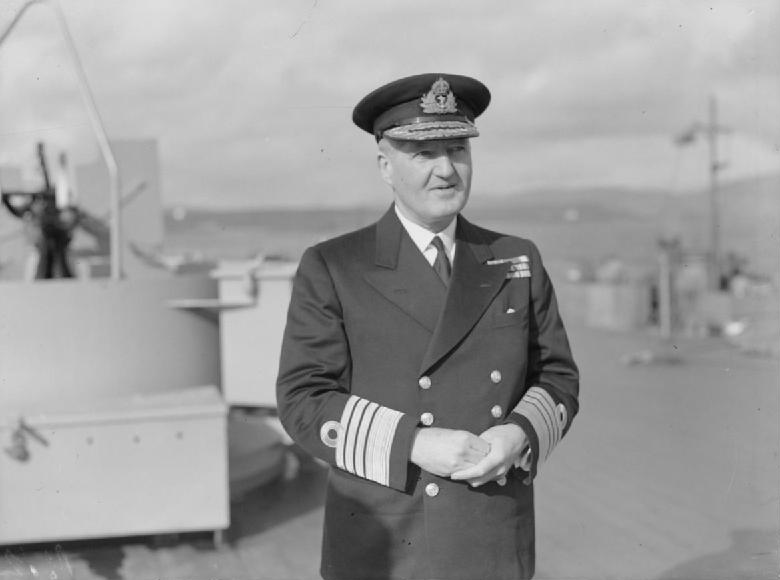
Admiral Fraser, 1943

Bruce Austin Fraser, 1. Baron Fraser of North Cape GCB, KBE (* 5. Februar 1888 in Acton, Middlesex; † 12. Februar 1981 in London) war ein hochrangiger Offizier der Royal Navy, zuletzt Admiral of the Fleet, und von 1948 bis 1951 Erster Seelord.

## Leben

### Frühe Jahre
Fraser wurde als jüngerer von zwei Söhnen des pensionierten Generals der Pioniertruppe Alexander Fraser (1824–1898) und dessen zweiter Frau Monica Stores Fraser (geborene Smith) geboren. Nach einer Erziehung am Bradfield College, Berkshire, trat er 1902 als Kadett auf dem Schulschiff Britannia in den Marinedienst ein. 1904 wurde er zum Midshipman auf dem Schlachtschiff Hannibal der Channel Fleet ernannt, im folgenden Jahr kam er auf die Prince George. Nachdem er noch kurz auf der Goliath gedient hatte, wurde er im März 1907 zum acting Sub-Lieutenant befördert und wenig später auf die Triumph versetzt. Nach einer Dienstzeit auf dem Zerstörer Gipsy wurde er im März 1908 zum Lieutenant (Kapitänleutnant) befördert und kam als solcher etwas später auf den Panzerkreuzer Lancaster der Mittelmeerflotte, wo er bis 1910 diente. In letzterem Jahr kam er auf das Flaggschiff der Zerstörerflottillen der Home Fleet, die Boadicea in Harwich. 1911 absolvierte er den Artilleriekurs auf HMS Excellent, den er als Bester seines Jahrgangs abschloss, und wurde anschließend für den fortgeschrittenen Artilleriekurs in Greenwich empfohlen. 1913 wurde er in den Ausbildungsstab von HMS Excellent aufgenommen, wo er ein Handbuch über Feuerleitung verfasste, das ihm im Juli 1914 eine Dankesbezeugung der Admiralität einbrachte. Er wurde anschließend als Gunnery Lieutenant (Feuerleitoffizier) auf den aus der Reserve mobilisierten Kreuzer Minerva versetzt.

### Erster Weltkrieg
Mit diesem Schiff war Fraser zu Beginn des Ersten Weltkriegs an der Westküste Irlands im Einsatz, bevor es im September 1914 zur Mittelmeerflotte verlegte. Fraser nahm hier Ende 1914/Anfang 1915 an der Beschießung des zum Osmanischen Reich gehörenden Akaba am Roten Meer sowie an Landeinsätzen der Marineinfanterie teil. Später war die Minerva gegen die erste Suez-Offensive der Türken im Einsatz, bevor sie der Einsatzgruppe für die Dardanellenexpedition zugeteilt wurde. An letzterer nahm Fraser bis August 1915 teil und leitete die häufigen Küstenbeschießungen auf türkische Positionen an den Meerengen. Den Rest des Jahres 1915 war er mit seinem Schiff an der Bekämpfung der Senussi-Bruderschaft an der Westgrenze Ägyptens beteiligt. Er kehrte Anfang 1916 auf HMS Excellent zurück und wurde im selben Jahr auf das im Bau befindliche Dreadnought-Schlachtschiff Resolution versetzt, das im Dezember 1916 in Dienst gestellt wurde. Er verbrachte den Rest des Krieges zumeist im britischen Kriegshafen Scapa Flow. Zu seinen Auszeichnungen zählte der OBE.

### Zwischenkriegszeit
Im Juni 1919 wurde Fraser zum Commander (Fregattenkapitän) befördert und sollte ursprünglich auf der Resolution im Mittelmeer dienen, meldete sich jedoch freiwillig zur British Caspian Flotilla, die von Enseli an der persischen Kaspi-Küste in den Russischen Bürgerkrieg eingriff. Er wurde im April 1920 von den Roten in Baku gefangen genommen und verbrachte ein halbes Jahr in deren Gefangenschaft.
Fraser kehrte anschließend auf die Ecellent zurück, bevor er 1922 ins Naval Ordnance Department der Admiralität berufen wurde. 1925 wurde er zum Fleet Gunnery Officer der Mittelmeerflotte ernannt, wo er auf den Schlachtschiffen Queen Elizabeth und Warspite stationiert war. Im Sommer 1926 wurde er zum Captain (Kapitän zur See) befördert und kam anschließend in die Tactical Division der Admiralität. Von 1929 bis 1932 kommandierte er den Kreuzer Effingham auf der East Indies Station sowie kurzzeitig die Leander. Von 1933 bis 1935 war er als Director of Naval Ordnance in der Admiralität tätig. 1936 erhielt er den Befehl über den Flugzeugträger Glorious bei der Mittelmeerflotte, den er für ein Jahr innehatte. Im Januar 1938 wurde Fraser zum Konteradmiral befördert und erhielt eine neue Stelle als Stabschef des Oberbefehlshabers der Mittelmeerflotte, Admiral Sir Dudley Pound.
Im März 1939 kehrte Fraser in die Admiralität zurück, wo er den Posten als Dritter Seelord und Controller of the Navy übernahm. In dieser Stellung erlebte er auch den Beginn des Zweiten Weltkriegs im September 1939.

### Zweiter Weltkrieg
Fraser war in der Anfangsphase des Zweiten Weltkriegs zuständig für Schiffsdesign und -konstruktion. Er führte einen neuen Typ von Begleitschiffen ein, für den die Bezeichnung Korvette wiederbelebt wurde. Er setzte sich ferner für die Umrüstung schneller Handelsschiffe zu Geleitflugzeugträgern und den Einsatz von Katapultschiffen gegen die Bomberbedrohung ein. Ein weiteres Aufgabenfeld war die Entwicklung elektronischer Gegenmaßnahmen gegen die U-Boot-Gefahr. Fraser wurde im Mai 1940 zum Vizeadmiral befördert. Ein Jahr später, im Juni 1941, erhielt er den KCB.
Im Juni 1942 wurde Fraser zum stellvertretenden Oberbefehlshaber der Home Fleet unter Admiral John Tovey ernannt und führte von Bord der Flaggschiffe Anson (Schlachtschiff) und Victorious (Flottenträger). Im August 1942 begleitete er als Beobachter an Bord der Rodney einen der Malta-Konvois. Im Mai 1943 folgte er Tovey als Oberbefehlshaber der Home Fleet nach. Bereits wenige Monate später, im Oktober, bot ihm Premierminister Winston Churchill den Posten des Ersten Seelords in Nachfolge des verstorbenen Dudley Pound an. Er schlug das Angebot aber mit den Worten aus:

“I believe I have the confidence of my own Fleet. Cunningham has that of the whole Navy.”

„Ich glaube, ich habe das Vertrauen meiner eigenen Flotte. Cunningham hat das der gesamten Marine.“

Fraser war mit seiner Flotte an der Sicherung der Atlantik- und Nordmeergeleitzüge beteiligt. Bei einem der letzteren, JW 55B, gelang ihm im Dezember 1943 im Seegefecht vor dem Nordkap die Versenkung des deutschen Schlachtschiffs Scharnhorst. Im Februar 1944 erhielt er die Beförderung zum vollen Admiral. Im Juni 1944 gab er seinen Posten an Henry Moore ab, um den Oberbefehl über die Eastern Fleet zu übernehmen, die gegen die Japaner im Pazifikkrieg eingesetzt wurde.

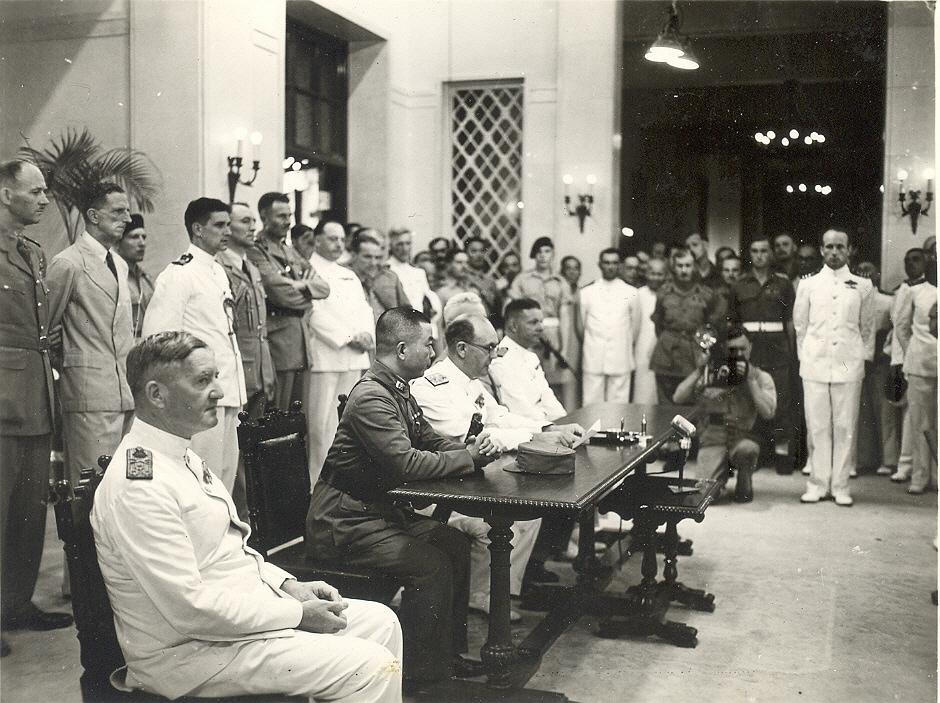
Fraser (vorn links) bei der japanischen Kapitulation in Hongkong im September 1945

Sein erstes Flaggschiff auf dem neuen Posten war der Schlachtkreuzer Renown. Fraser bemühte sich um eine harmonische Zusammenarbeit mit dem alliierten Oberbefehlshaber im South East Asia Command, Louis Mountbatten, was auch von letzterem anerkannt wurde. Im Dezember 1944 wurde seine Flotte aufgeteilt, er selbst übernahm dabei die aus den stärksten Einheiten bestehende British Pacific Fleet, die zusätzlich durch Verlegungen vom europäischen Kriegsschauplatz verstärkt wurde. Die amerikanischen Admiräle, deren Flotten bis dahin die Hauptlast der Kämpfe im Pazifik getragen hatten, waren über diese „Konkurrenz“ wenig erbaut, mussten sich aber der politischen Entscheidung Präsident Roosevelts beugen. Fraser hatte sein Hauptquartier in Sydney, Australien, wo er sich hauptsächlich aufhielt. Bei einer Inspektionsreise in die Gewässer der Philippinen entging er im Januar 1945 knapp dem Tod, als eine japanische Kamikaze-Maschine die Brücke der New Mexico traf und 30 dort Anwesende tötete.
Bei der Kapitulation Japans im August 1945 war Fraser mit seinem Flaggschiff, der Duke of York in der Seto-Inlandsee anwesend und unterzeichnete für Großbritannien die Kapitulationsurkunde an Bord der Missouri.

### Nachkriegszeit
Fraser kehrte 1946 ins Heimatland zurück und wurde hier im April zum First and Principal Naval Aide-de-Camp des Königs Georg VI. ernannt. Im September 1946 folgte die Erhebung in den erblichen Adelsstand als Baron Fraser of North Cape, of Molesey in the County of Surrey. Ab September 1947 war Fraser für ein Jahr Oberbefehlshaber in Portsmouth, bevor er John Cunningham als Erster Seelord nachfolgte. Als solcher diente er unter der Labour-Regierung Clement Attlees unter dem Marineminister George Hall, 1. Viscount Hall.

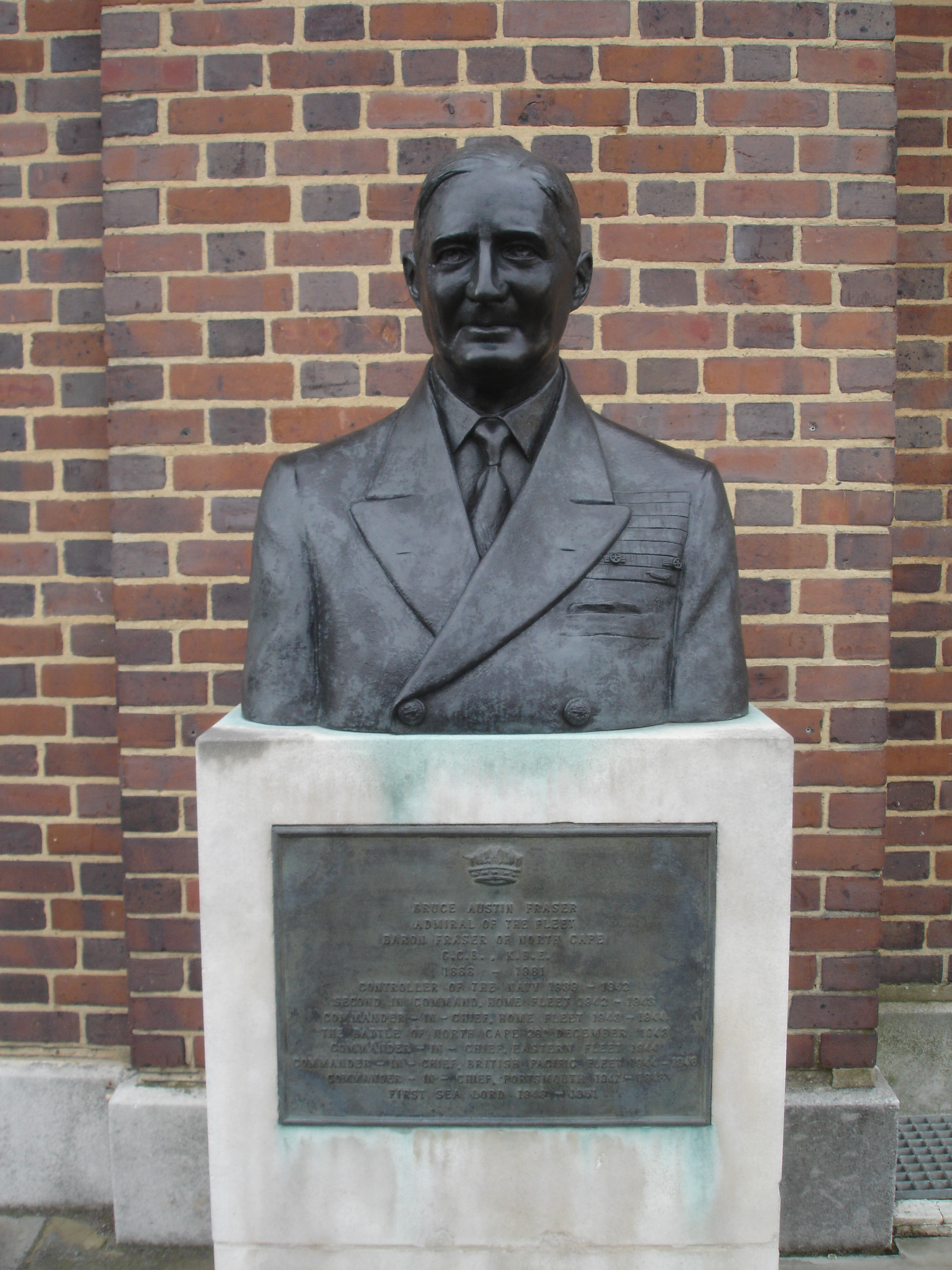
Gedenkbüste im Portsmouth Dockyard

Fraser, der im Februar 1948 zum Admiral of the Fleet befördert worden war, befürwortete im beginnenden Kalten Krieg ein enges Zusammengehen mit den USA und war an der Schaffung der Bündnisstrukturen der NATO (u. a. SACLANT) hervorragend beteiligt. Er zog sich ob seiner Einwilligung, den Posten des SACLANT grundsätzlich einem Amerikaner zu überlassen, den Unmut unter anderem Winston Churchills zu. In Frasers Amtszeit fällt die fast vollständige Ausmusterung der Schlachtschiffflotte der Royal Navy. Nach dem Ende seiner über dreijährigen Amtszeit ging Fraser im April 1952 in den Ruhestand. Im House of Lords brachte er sich verschiedentlich zu die Marine betreffenden Fragen ein.
Fraser starb 1981 unverheiratet im Alter von 93 Jahren. Sein Adelstitel erlosch.